# Ґудв'ю (Міннесота)
Ґудв'ю (англ. Goodview) — місто (англ. city) в США, в окрузі Вінона штату Міннесота. Населення — 4158 осіб (2020).

## Географія
Ґудв'ю розташований за координатами 44°4′8″ пн. ш. 91°42′53″ зх. д. / 44.06889° пн. ш. 91.71472° зх. д. (44.068809, -91.714643).  За даними Бюро перепису населення США в 2010 році місто мало площу 6,44 км², з яких 5,83 км² — суходіл та 0,62 км² — водойми.

## Демографія
Згідно з переписом 2010 року, у місті мешкало 4036 осіб у 1660 домогосподарствах у складі 1127 родин. Густота населення становила 626 осіб/км².  Було 1750 помешкань (272/км²).
Расовий склад населення:
| - 96,0 % — білих - 1,8 % — азіатів - 0,8 % — чорних або афроамериканців - 0,2 % — корінних американців |

До двох чи більше рас належало 0,7 %. Частка іспаномовних становила 2,1 % від усіх жителів.
За віковим діапазоном населення розподілялося таким чином: 22,4 % — особи молодші 18 років, 63,9 % — особи у віці 18—64 років, 13,7 % — особи у віці 65 років та старші. Медіана віку мешканця становила 38,7 року. На 100 осіб жіночої статі у місті припадало 97,6 чоловіків;  на 100 жінок у віці від 18 років та старших — 94,4 чоловіків також старших 18 років.
Середній дохід на одне домашнє господарство  становив 66 986 доларів США (медіана — 60 879), а середній дохід на одну сім'ю — 81 628 доларів (медіана — 77 618). Медіана доходів становила 42 795 доларів для чоловіків та 37 847 доларів для жінок. За межею бідності перебувало 7,3 % осіб, у тому числі 13,2 % дітей у віці до 18 років та 7,5 % осіб у віці 65 років та старших.
Цивільне працевлаштоване населення становило 2309 осіб. Основні галузі зайнятості: виробництво — 37,6 %, освіта, охорона здоров'я та соціальна допомога — 22,3 %, оптова торгівля — 6,3 %, роздрібна торгівля — 6,2 %.